# Laccornis nemorosus
Laccornis nemorosus is een keversoort uit de familie waterroofkevers (Dytiscidae). De wetenschappelijke naam van de soort is voor het eerst geldig gepubliceerd in 1990 door Wolfe & Roughley.